# Chantesse
Chantesse település Franciaországban, Isère megyében. Lakosainak száma 393 fő (2022. január 1.). Chantesse Vatilieu, L’Albenc, Cras, Notre-Dame-de-l’Osier és Poliénas községekkel határos.

## Népesség
A település népességének változása:
| Lakosok száma | 140  | 213  | 262  | 288  | 319  | 320  | 337  | 360  | 365  | 393  |
|               | 1968 | 1982 | 1990 | 2006 | 2013 | 2015 | 2017 | 2019 | 2020 | 2022 |